# Родэй, Джеймс
Джеймс Родэ́й (англ. James Roday), урожд. Джеймс Дэ́вид Родри́гес (англ. James David Rodriguez, род. 4 апреля 1976, Сан-Антонио) — американский актёр, сценарист, режиссёр и продюсер. Наибольшую популярность приобрел после роли Шона Спенсера в сериале «Ясновидец».

## Биография
Родэй родился под именем Джеймс Дэвид Родригес в Сан-Антонио, штат Техас, где и окончил среднюю школу. У его отца Джейме «Джима» Родригеса мексиканские корни, а у матери Ирэн Родригес — английский, ирландские и шотландские .
Родэй окончил в Нью-Йоркском университете театральное отделение, получив степень бакалавра в области изобразительного искусства. В 22 года он выбрал профессиональное имя Джеймс Родэй, т.к. «Джеймс Родригес» уже был зарегистрирован в Гильдии киноактеров США. Он начал карьеру с различных театральных постановок, среди которых были «Три сестры». Прорывом в карьере стала ведущая роль в телесериале «Ясновидец», который выходил на протяжении восьми сезонов на телеканале USA Network. В 2006 году вместе с Тоддом Хартаном и Джеймсом Демонако Родэй написал сценарий для фильма «Волки-оборотни».

## Личная жизнь
Родэй вместе с Брэдом Райдером основал театральную компанию Red Dog Squadron в Лос-Анджелесе; он также является одним из её художественных руководителей.
В 2006—2013 годах встречался с коллегой по «Ясновидцу» Мэгги Лоусон.

## Фильмография

### Как актёр
| Год       | Название на русском           | Название на английском    | Роль                              | Примечания                                                     |
| --------- | ----------------------------- | ------------------------- | --------------------------------- | -------------------------------------------------------------- |
| 1999      | Скоро                         | Coming Soon               | Чед                               |                                                                |
| 1999      |                               | Ryan Caulfield: Year One  | Вик                               | Основной состав                                                |
| 2000      |                               | Believe                   | Брюс Арм / Агент Джонни           | Короткометражка                                                |
| 2000      | Будь собой                    | Get Real                  | Трент Сайкс                       |                                                                |
| 2001      | Спасибо небесам               | Thank Heaven              | секретарь                         |                                                                |
| 2001      |                               | First Years               | Эдгар «Эг» Роуз                   | Основной состав                                                |
| 2002      | Репли-Кейт                    | Repli-Kate                | Макс                              | Главная роль                                                   |
| 2002      | Провиденс                     | Providence                | Александр Конрад                  |                                                                |
| 2002      | Шоу начинается                | Showtime                  | кинооператор «Максис»             |                                                                |
| 2003      |                               | Rolling Kansas            | Дик Мёрфи                         |                                                                |
| 2003      | Сваха                         | Miss Match                | Ник Пейн                          | Основной состав                                                |
| 2005      | Входите без стука             | Don't Come Knocking       | Майки, первый ассистент директора |                                                                |
| 2005      | Придурки из Хаззарда          | The Dukes of Hazzard      | Билли Прикетт                     |                                                                |
| 2006      | Пивфест                       | Beerfest                  | немецкий посланник                |                                                                |
| 2006—2014 | Ясновидец                     | Psych                     | Шон Спенсер                       | Главная роль; Также сценарист, режиссёр и продюсер (2009—2014) |
| 2008      | Страх как он есть             | Fear Itself               | Карлос                            | In Sickness and in Health                                      |
| 2009      | Геймер                        | Gamer                     | журналист                         |                                                                |
| 2011      | Любовь кусается               | Love Bites                | Джефф                             | TMI                                                            |
| 2013      |                               | Mr. Payback               | Маликай                           | Короткометражка                                                |
| 2015      | Соус                          | Gravy                     | Марти                             | Также режиссёр и сосценарист                                   |
| 2015      |                               | Good Session              | Джоэл                             | Пилотный эпизод, главная роль                                  |
| 2015      | Канун Рождества               | Christmas Eve             | Би                                |                                                                |
| 2015      | Детка, детка, детка           | Baby Baby Baby            | Джей Би                           |                                                                |
| 2015      |                               | The Nerd Herd             | Кип Митчелл                       | Пилотный эпизод, главная роль                                  |
| 2016      |                               | Pushing Dead              | Дэн Шоубл                         | Главная роль                                                   |
| 2017      | Ясновидец: Фильм              | Psych: The Movie          | Шон Спенсер                       | Также сосценарист и продюсер                                   |
| 2017      | Кровавая езда                 | Blood Drive               |                                   | Режиссёр                                                       |
| 2018—2023 | Миллион мелочей               | A Million Little Things   | Гэри                              | Главная роль                                                   |
| 2018      |                               | Fortune Rookie            | Родэй                             | Периодическая роль                                             |
| 2019      |                               | The Buddy Games           | Зейн                              |                                                                |
| 2019      | Берсерк                       | Berserk                   | офицер Дуэйн                      |                                                                |
| 2020      | Ясновидец: Лэсси возвращается | Psych 2: Lassie Come Home | Шон Спенсер                       | Также сосценарист и продюсер                                   |

### Как режиссёр
| Год       | Название на русском | Название на английском | Примечания                                                     |
| --------- | ------------------- | ---------------------- | -------------------------------------------------------------- |
| 2009—2014 | Ясновидец           | Psych                  | 8 эпизодов, также ведущий актёр и сценарист некоторых эпизодов |
| 2014      |                     | Shoot The Moon         | Пилотный эпизод, также сценарист                               |
| 2015      | Соус                | Gravy                  | Также актёр сосценарист                                        |
| 2015      | Батл Крик           | Batttle Creek          | Homecoming                                                     |
| 2015      |                     | Quest For Truth        | Пилотный эпизод, также сосценарист                             |
| 2015—2016 | Роузвуд             | Rosewood               | 5 эпизодов                                                     |
| 2016      | Час пик             | Rush Hour              | Knock, Knock... House Creeping!                                |
| 2017      | Кровавая гонка      | Blood Drive            | 2 эпизодов                                                     |
| 2018—2019 | Ординатор           | The Resident           | 4 эпизода                                                      |
| 2019      |                     | Treehouse              | Также сосценарист                                              |

### Как сценарист
| Год       | Название на русском           | Название на английском    | Примечания                                                     |
| --------- | ----------------------------- | ------------------------- | -------------------------------------------------------------- |
| 2002      |                               | The Driver                | Первый неиспользованный черновой сценарий                      |
| 2006      | Волки-оборотни                | Skinwalkers               | Сосценарист с Джеймсом Демонако и Тоддом Хартаном              |
| 2006—2014 | Ясновидец                     | Psych                     | 16 эпизодов, также ведущий актёр и режиссёр некоторых эпизодов |
| 2014      |                               | Shoot The Moon            | Пилотный эпизод, также режиссёр                                |
| 2015      |                               | Quest For Truth           | Пилотный эпизод, также режиссёр                                |
| 2015      | Соус                          | Gravy                     | Также актёр и режиссёр                                         |
| 2017      | Ясновидец: Фильм              | Psych: The Movie          | Также ведущий актёр и продюсер                                 |
| 2019      |                               | Treehouse                 | Также режиссёр                                                 |
| 2020      | Ясновидец: Лэсси возвращается | Psych 2: Lassie Come Home | Также ведущий актёр и продюсер                                 |

## Награды и номинации
| Год  | Награда                  | Категория                                                        | Работа    | Результат |
| ---- | ------------------------ | ---------------------------------------------------------------- | --------- | --------- |
| 2006 | Спутник                  | Лучшая мужская роль в телевизионном сериале — комедия или мюзикл | Ясновидец | Номинация |
| 2008 | ALMA Awards              | Лучшая мужская роль в комедийном телесериале                     | Ясновидец | Номинация |
| 2009 | ALMA Awards              | Лучшая мужская роль в комедийном телесериале                     | Ясновидец | Номинация |
| 2009 | EWwy Award               | Лучший актёр в комедийном телесериале                            | Ясновидец | Номинация |
| 2009 | Imagen Foundation Awards | Лучший актёр в комедийном телесериале                            | Ясновидец | Номинация |
| 2010 | Image Awards             | Лучший телесценарий — эпизод High Top Fade Out                   | Ясновидец | Номинация |
| 2011 | ALMA Awards              | Любимый актёр в главной роли в телесериале                       | Ясновидец | Номинация |
| 2011 | Imagen Foundation Awards | Лучший актёр в комедийном телесериале                            | Ясновидец | Номинация |
| 2011 | Timmys Awards            | Лучший актёр в драматическом телесериале                         | Ясновидец | Номинация |
| 2012 | Timmys Awards            | Лучший актёр в драматическом телесериале                         | Ясновидец | Победа    |
| 2012 | Imagen Foundation Awards | Лучший актёр в комедийном телесериале                            | Ясновидец | Победа    |